# ラヂオプレス
一般財団法人ラヂオプレス（ラジオプレス、英: Radiopress, Inc.、略称: RP）は、主に旧共産圏のラジオやテレビ放送を聴取・視聴し（メディアモニタリング）、その情報を元に翻訳・作成した記事を日本国政府や報道機関などに配信する日本の通信社である。

## 概要
電話帳や過去の出版物ではラヂオプレス通信社とも記載されている。現所在地は東京都新宿区若松町33-8アール・ビル新宿。100名程度の職員が3交代24時間体制で、35カ国・地域の放送や通信社の配信を聴取している。

### 外務省ラヂオ室からラヂオプレスへ
前身は1941年（昭和16年）12月1日（太平洋戦争の直前）、日本外務省情報部調査第三課の事務官でアマチュア無線家でもあった樺山資英が、同部に創設させた外務省「ラヂオ室」である。日本はアメリカ合衆国やイギリスなどと対立を深めて情報が入りにくくなり、短波放送の傍受を情報収集・分析に役立てる狙いがあった。
戦後の1946年（昭和21年）1月21日に認可を得て独立し外務省所管の財団法人になった。この事情から外務省の外郭団体として機能することになり、冷戦時代は一貫して西側諸国の一員である日本の組織として、ソビエト連邦や中華人民共和国、朝鮮民主主義人民共和国（北朝鮮）など東側諸国を中心に公開情報の収集・分析（オープン・ソース・インテリジェンス）を担った。
独立後は本社は東京都中央区銀座2-2の越後屋ビル5階とされていたが、後に東京都新宿区市谷河田町（現・河田町ガーデン）にあったフジテレビジョン旧本社内に移転した。

### 北朝鮮情報のプロとして
河田町時代には戦前のハルビン特務機関や日ソ通信社を出自とする公安調査庁傘下の極東通信社とともに、北朝鮮の朝鮮中央放送や中国の北京放送の国内向け放送、国際放送などを受信しその内容を分析、配信していた。かつては運営原資として内閣情報調査室から情報調査委託費を交付されていたが、冷戦構造の終焉と共にこれが打ち切られると資金的に困窮し、当時の理事長中田格朗は引退を迫られる。それ以後、理事長は退職外務省高官の天下り先ポストとなった。

極東通信が防衛庁（陸上自衛隊中央調査隊。現・情報保全隊）に事実上吸収されて解散した後は、放送受信をベースとする国内唯一の情報機関として、公安調査庁調査第二部などとともに、主に北朝鮮情報の収集にあたっている。
1994年（平成6年）7月9日、北朝鮮建国の父で国家主席だった金日成の死亡情報を、朝鮮中央放送のモニタリングで入手し、各報道機関に配信したことで注目を集めた。

1997年、フジテレビが東京都港区台場にFCGビルを新築し移転したため、旧本社に近い新宿区若松町の現在地に移転。
2011年（平成23年）12月19日には、金正日の死去を知らせる特別放送の実施予告もいち早く察知し、それまで状況を全く把握できていなかった外務省や総理官邸、内閣情報調査室などを出し抜いた。
また、『朝鮮民主主義人民共和国組織別人名簿』『ロシアの現況』など、独自に編集した名簿や書籍を定期的に出版している。
2012年（平成24年）4月1日に、一般財団法人に移行した。

### 受信機材
機材は高性能・高機能で使い勝手の良い、いわゆる通信機型受信機を主力とした。日本無線のNRD-535が多く、13台導入された。録音は、聴き直しがすぐに可能でそのままテープ起こし機材用に使えたコンパクトカセットで行われた。テレタイプの傍受もしているが、こちらは従来型の大型のテレプリンタではなく、近代的な小型のプリンタが使われた。
2010年頃、NHKが長野県南佐久郡佐久穂町（旧・八千穂村）に所有していた外国放送受信所が移管され、基本財産とした。

## 刊行物
RPニュースは、外国放送局の放送の原文やその要約した内容を伝えている。1958年版では「放送されたニュースそのものの真偽については、なんら責任を負いえず、またここにのべられた意見はRPの意見ではない」と注記され、日本向け短波ラジオ放送の朝鮮の声の内容が報じられている。
RPは北京放送や『人民日報』、モスクワ放送などの内容とその解説を掲載している。
RPニュースとRPのいずれも、国立国会図書館デジタルコレクション対応端末で1956年と1958年発行のものを読むことができる（下記）。
- RPニュース NDLJP:3567725
- RP NDLJP:3567680